# Mike Maignan
Mike Maignan   (Caiena, 3 de juliol de 1995) és un futbolista professional francès que juga com a porter a l'AC Milan de Serie A i de la selecció francesa. Considerat com un dels millors porters del món, és conegut pels seus reflexos, col·locació i qualitats de lideratge.
Maignan va anar ascendint a través dels equips juvenils del Paris Saint-Germain, on sovint va ser com a suplent. El 2015 es va incorporar al Lille OSC per 1 milió d'euros i va esdevenir titular el 2017. Va ser escollit porter de l'any de la Ligue 1 el 2018-19, i hi va guanyar el títol de lliga el 2020-21. Després es va traslladar a l'AC Milan per 15 milions d'euros, guanyant la Sèrie A en la seva primera temporada i sent part de l'Equip de la Temporada.
Després d'aconseguir jugar 37 partits amb França a nivell juvenil, Maignan va fer el seu debut internacional sènior el 2020. Va ser seleccionat a la selecció francesa per a la UEFA Euro 2020 i l'Euro 2024.

## Primers anys
Mike Peterson Maignan va néixer el 3 de juliol de 1995  a Caiena, Guayana Francesa, d'una mare haitiana nascuda a Aquin i d'un pare de Guadalupe. Va créixer a Villiers-le-Bel, als suburbis del nord de París. Va adquirir la nacionalitat francesa el 20 de desembre de 2001, per efecte col·lectiu de la naturalització de la seva mare.

## Carrera de club

### París Saint-Germain
Maignan va jugar a les categories inferiors del Paris Saint-Germain abans d'ascendir el 2013 al primer equip. Va participar en la UEFA Youth League 2013-14 en la qual el seu equip va arribar als quarts de final, sent eliminat pel Reial Madrid.
El juny de 2013 Maignan va signar el seu primer contracte professional, de tres anys. El 18 de desembre, va participar per primera vegada en una plantilla de la jornada, assegut a la banqueta de Nicolas Douchez en una victòria per 2-1 contra el Saint-Étienne als vuitens de final de la Copa de la Lliga. El 19 de gener de 2014 va ser inclòs en un partit de la Lliga 1 per primera vegada, romanent sense utilitzar-lo, en un partit en què Salvatore Sirigu va jugar en una victòria per 5-0 contra el FC Nantes al Parc dels Prínceps.

### Lille

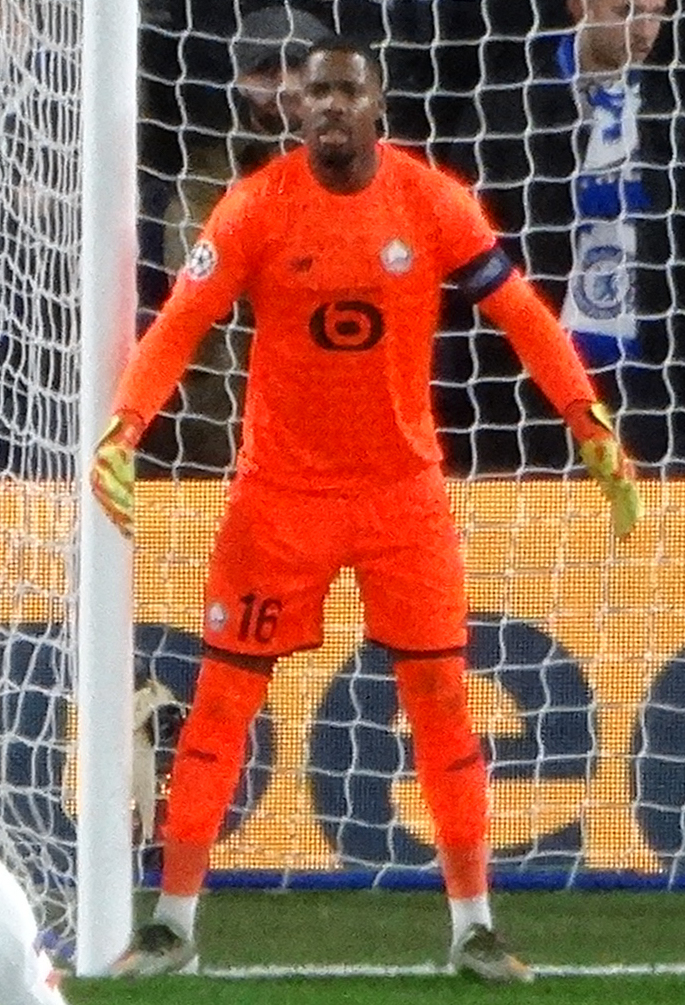
Maignan jugant al Lille el 2019

L'agost de 2015, Maignan va ser traspassat al club Lille OSC també de la Ligue 1 per 1 milió d'euros amb un contracte de cinc anys. Va fer el seu debut com a professional el 18 de setembre en un empat 1-1 contra el Rennes, com a substitut de Yassine Benzia després que Vincent Enyeama fos expulsat al minut 69. En la seva primera intervenció va salvar el penal de Paul-Georges Ntep; però, en cinc minuts, va encaixar un gol del mateix jugador.
A l'inici de la temporada 2017-18, l'entrenador Marcelo Bielsa va canviar l'experimentat Enyeama per Maignan. En el segon partit de la temporada, en una derrota per 3-0 a Estrasburg, va ser expulsat per llançar la pilota a un rival i el davanter Nicolas de Préville va haver d'ocupar la porteria durant els últims minuts. La temporada següent, va ser un omnipresent, i el Lille va acabar com a subcampió darrere del PSG, i va ser escollit porter de l'any als Trophées UNFP du football. El seu balanç va ser de 30 gols encaixats, 17 partits amb la porteria a zero, 233 aturades i tres penals salvats.
La 2020-21, Maignan va guanyar el títol de la Ligue 1, superant el seu antic club PSG l'última jornada per un punt. Maignan ha acabat la temporada amb 21 partits a zero, un menys del rècord de la lliga.

### AC Milan

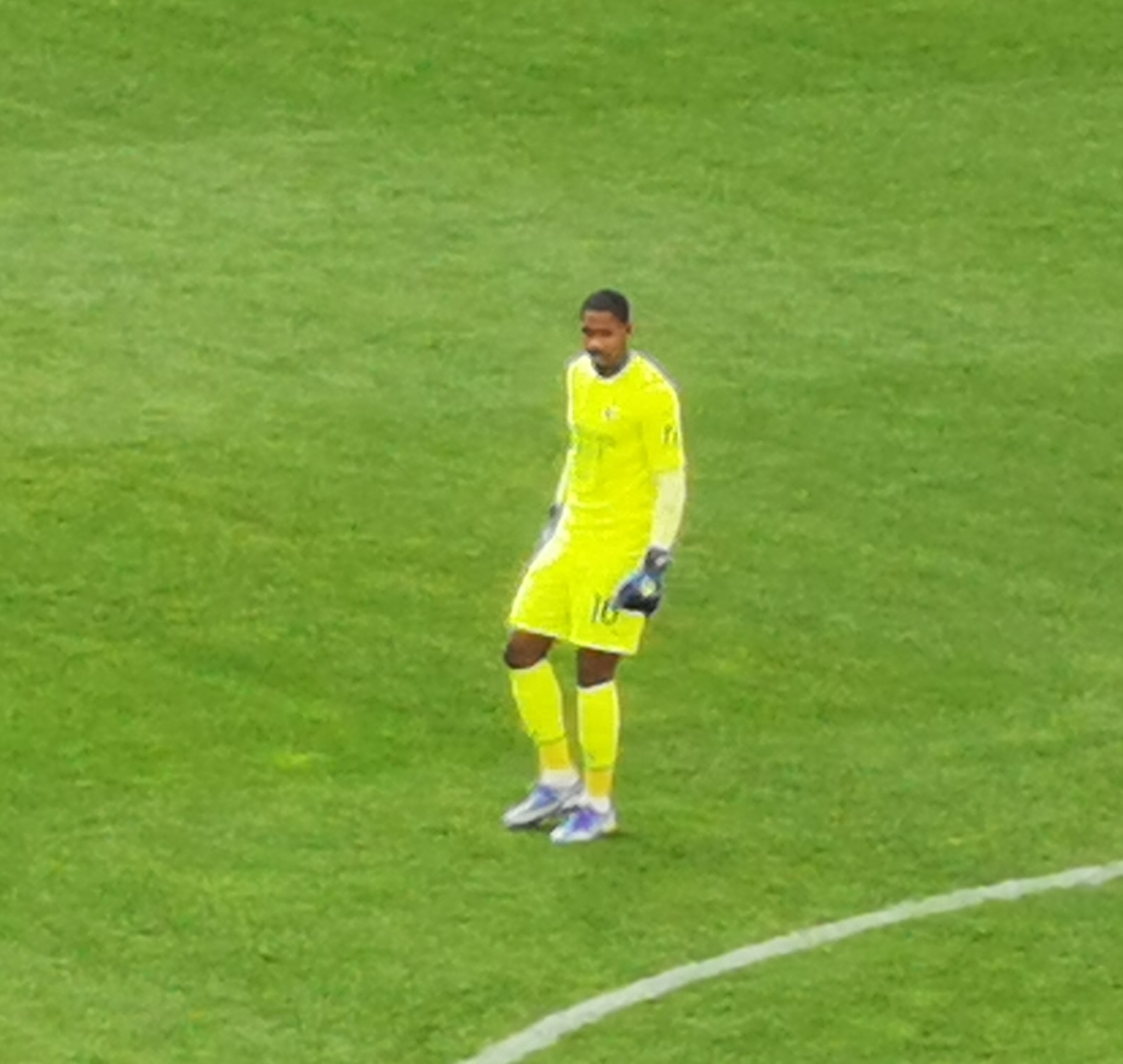
Maignan jugant al Milan el febrer del 2022

El 27 de maig de 2021, Maignan va acceptar signar pel club AC Milan de la Sèrie A amb un contracte de cinc anys, efectiu a partir de l'1 de juliol. Va arribar per una quota de 15 milions d'euros, com a reemplaçament de Gianluigi Donnarumma, vinculat al PSG. Va debutar el 23 d'agost, amb una victòria per 1-0 a la Sampdoria.
El 19 de setembre en un partit de lliga contra la Juventus, Maignan va ser víctima d'abús racial verbal per part d'un seguidor de la Juventus; va respondre anomenant-se "negre i orgullós". Posteriorment, l'aficionat va ser identificat i denunciat a la policia, i expulsat del club de fans del Juventus Club Castagnaro.
El 13 d'octubre de 2021, Maignan va ser operat de la lesió del canell esquerre i s'esperava que estigués fora de joc durant deu setmanes, però va tornar al camp després de sis setmanes. Va fer aturades crucials contra l'Inter, per ajudar el seu equip a guanyar un derbi ajustat 2-1 el 5 de febrer. Vuit dies després, va assistir al gol de Rafael Leão en una victòria per 1-0 contra la Sampdoria, sent la primera assistència feta per un porter de l'AC Milan a la Sèrie A des de Dida el 2006.
Maignan va rebre el trofeu al millor porter de la Sèrie A abans de l'últim partit de la temporada el 22 de maig de 2022. El Milan va guanyar el partit per 3-0 davant  el Sassuolo pel seu primer títol de lliga des del 2011; va ser el seu rècord de 17a porteria sense gols de la temporada.
El 18 d'abril de 2023, va salvar un penal de Khvitxa Kvaratskhèlia durant l'empat 1-1 fora de casa contra el Nàpols al partit de tornada dels quarts de final de la Lliga de Campions de la UEFA 2022-23, que va ajudar el seu equip a classificar-se per a la semifinal, en guanyar 2–1 en conjunt, per primera vegada des de la temporada 2006-07. El 2 de desembre, va assistir al gol de Christian Pulisic en una victòria per 3-1 contra el Frosinone, convertint-lo en l'únic porter de les 5 millors lligues d'Europa que va fer una assistència en cadascuna de les 3 últimes temporades.
El gener del 2024, després que Maignan fos presumptament abusat racialment per part dels aficionats de l'Udinese, ell i els seus companys van sortir del terreny de joc. Després de l'incident, l'Udinese va haver de jugar el seu següent partit a porta tancada. Inicialment un aficionat de l'Udinese va ser prohibit de per vida, abans que altres quatre rebéssin càstigs similars.

## Carrera internacional
Maignan va jugar a França a tots els nivells, des del sub-16 fins al sub-21. Va ser el capità de l'equip sub-17 al Campionat d'Europa de 2012 a Eslovènia. Va rebre la seva primera convocatòria sènior el maig del 2019, abans de les eliminatòries de la UEFA Euro 2020 contra Turquia i Andorra i un amistós amb Bolívia. Va debutar el 7 d'octubre de 2020 com a substitut al mig temps de Steve Mandanda en un amistós contra Ucraïna, que va acabar amb una victòria per 7-1 a l'Estadi de França. El maig de 2021, va ser convocat per a la final de l'Eurocopa 2020.
El 6 de juny de 2022, Maignan va fer el seu debut internacional competitiu en un empat 1-1 de la UEFA Nations League a Croàcia, encaixant un penal al final d'Andrej Kramarić. Les lesions al panxell al setembre i octubre d'aquell any el van descartar de la Copa del Món de la FIFA 2022.
Després de la retirada d'Hugo Lloris del futbol internacional el gener de 2023, Maignan va ser ascendit a porter de primera opció de la selecció francesa.

## Palmarès
Lille
- Ligue 1: 2020-21[18]

AC Milan
- Sèrie A: 2021–22[47]
- Supercopa italiana: 2024[48]

França
- UEFA Nations League: 2020–21[49]

Individual
- Porter de l'any de la Lliga 1 de la UNFP: 2018–19[17]
- Equip de l'any de la Lliga 1 de la UNFP: 2018–19[17]
- Millor porter de la Sèrie A: 2021–22[50]
- Equip de l'any Sèrie A: 2021–22,[51] 2022–23[52]
- Equip del Torneig del Campionat d'Europa de la UEFA: 2024[53]